# イースタン・カンファレンス (MLS)

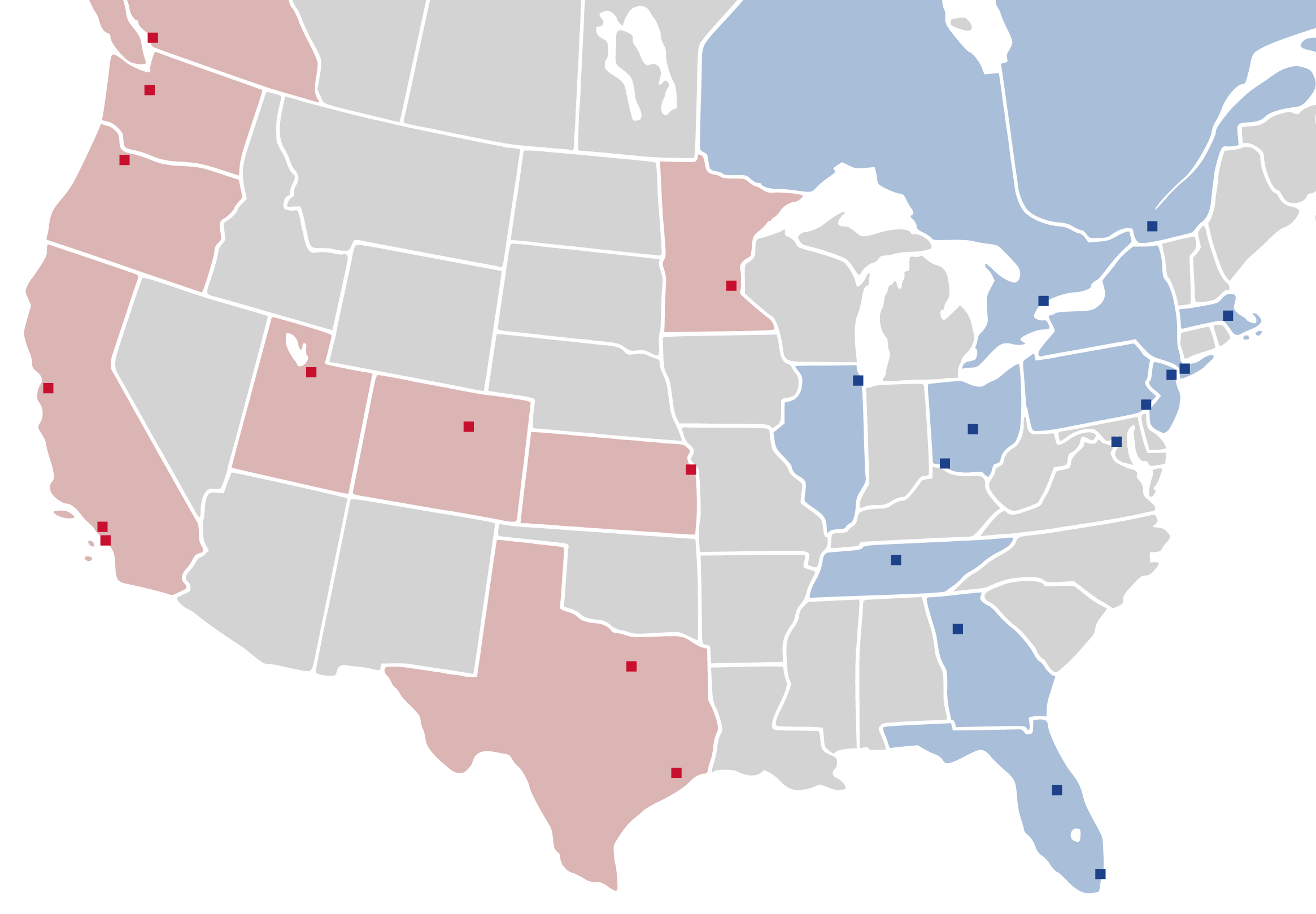
2020年現在におけるMLSクラブの所在地
茶色がウェスタン・カンファレンス、青色がイースタン・カンファレンス。

イースタン・カンファレンス（Eastern Conference）は、北米プロサッカーリーグMLSの二つあるカンファレンスのうちの一つ。もう一つは、ウェスタン・カンファレンス (Western Conference)。
2023年現在、アメリカ合衆国から13クラブ、カナダから2クラブの計15クラブが参加している。

## 参加クラブ
| クラブ                               | ホームタウン                     | スタジアム                         |
| ------------------------------------ | -------------------------------- | ---------------------------------- |
| アトランタ・ユナイテッドFC           | ジョージア州アトランタ           | メルセデス・ベンツ・スタジアム     |
| シャーロットFC                       | ノースカロライナ州シャーロット   | バンク・オブ・アメリカ・スタジアム |
| シカゴ・ファイアーFC                 | イリノイ州シカゴ                 | ソルジャー・フィールド             |
| コロンバス・クルー                   | オハイオ州コロンバス             | Lower.comフィールド                |
| FCシンシナティ                       | オハイオ州シンシナティ           | TQLスタジアム                      |
| D.C. ユナイテッド                    | ワシントンD.C.                   | アウディ・フィールド               |
| インテル・マイアミCF                 | フロリダ州マイアミ               | チェイス・スタジアム               |
| CFモントリオール                     | ケベック州モントリオール         | スタッド・サプト                   |
| ナッシュビルSC                       | テネシー州ナッシュビル           | ジオディス・パーク                 |
| ニューイングランド・レボリューション | マサチューセッツ州フォックスボロ | ジレット・スタジアム               |
| ニューヨーク・シティFC               | ニューヨーク州ニューヨーク       | ヤンキー・スタジアム               |
| オーランド・シティSC                 | フロリダ州オーランド             | オーランド・シティ・スタジアム     |
| ニューヨーク・レッドブルズ           | ニュージャージー州ハリソン       | レッドブル・アリーナ               |
| オーランド・シティSC                 | フロリダ州オーランド             | Inter&Coスタジアム                 |
| フィラデルフィア・ユニオン           | ペンシルベニア州チェスター       | スバル・パーク                     |
| トロントFC                           | オンタリオ州トロント             | BMOフィールド                      |

## 年表

### 1990年代
1996年
- MLSおよびイースタン・カンファレンス初開催。
- 参加クラブはコロンバス・クルー、D.C. ユナイテッド、ニューイングランド・レボリューション、メトロスターズ（現ニューヨーク・レッドブルズ）、タンパベイ・ミューティニーの5クラブ。

1998年
- マイアミ・フュージョンが新規参入。
- 参加クラブは6クラブ。

### 2000年代
2000年
- イースタン・ディビジョンに改称。
- セントラル・ディビジョンの創設に伴い、コロンバス・クルーとタンパベイ・ミューティニーが脱退。
- 参加クラブは4クラブ。

2002年
- 名称がイースタン・カンファレンスに戻された。
- マイアミ・フュージョンが活動を休止
- セントラル・ディビジョンの廃止に伴い、コロンバス・クルーが復帰しシカゴ・ファイアーFCが加盟。
- 参加クラブは5クラブ。

2005年
- ウェスタン・カンファレンスを脱退したカンザスシティ・ウィザーズが加盟。
- 参加クラブは6クラブ。

2007年
- トロントFCが新規参入。
- 参加クラブは7クラブ。

### 2010年代
2010年
- フィラデルフィア・ユニオンが新規参入。
- 参加クラブは8クラブ。

2011年
- ウェスタン・カンファレンスを脱退したヒューストン・ダイナモが加盟。
- 参加クラブは9クラブ。

2012年
- モントリオール・インパクトが新規参入。
- 参加クラブは10クラブ。

2015年
- ニューヨーク・シティFCとオーランド・シティSCが新規参入。
- スポルティング・カンザスシティとヒューストン・ダイナモがウェスタン・カンファレンスに復帰[1]。
- 参加クラブは10クラブ。

2017年
- アトランタ・ユナイテッドFCが新規参入[2]。
- 参加クラブは11クラブ。

2019年
- FCシンシナティが新規参入[3]。
- 参加クラブは12クラブ。

### 2020年代
2020年
- インテル・マイアミCFが新規参入[4]。
- 参加クラブは13クラブ。

2021年
- ウェスタン・カンファレンスを脱退したナッシュビルSCが加盟。
- 参加クラブは14クラブ。

2022年
- シャーロットFCが新規参入。
- ナッシュビルSCがイースタン・カンファレンスを脱退。
- 参加クラブは14クラブ。

2023年
- ナッシュビルSCがイースタン・カンファレンスに復帰。
- 参加クラブは15クラブ。

## 歴代優勝クラブ

### プレーオフ
2001年までのカンファレンスプレーオフ決勝は3試合制で、先に2勝したクラブが優勝とされた（カンファレンスプレーオフ形式が使用されなかった2000年と2001年のMLS準決勝を含む）。同点の場合は引き分けとせず、シュートアウトによって勝敗が決められた。2002年には引き分けが許可され、勝ち点制が採用された。2003年から2011年にかけての決勝戦は1試合のみ行われ、延長戦でも決着がつかなかった場合はシュートアウトが行われる。2012年から決勝戦は2試合となり、2014年からアウェーゴールルールが採用された。2019年、プレーオフは単一の試合形式に戻った。
| 色付きはMLSカップ優勝クラブ |

| シーズン | 優勝                                 | 得点                  | 準優勝                               |
| -------- | ------------------------------------ | --------------------- | ------------------------------------ |
| 1996     | D.C. ユナイテッド                    | 2勝-0勝               | タンパベイ・ミューティニー           |
| 1997     | D.C. ユナイテッド                    | 2勝-0勝               | コロンバス・クルー                   |
| 1998     | D.C. ユナイテッド                    | 2勝-1勝               | コロンバス・クルー                   |
| 1999     | D.C. ユナイテッド                    | 2勝-1勝               | コロンバス・クルー                   |
| 2000     | 開催されず                           | 開催されず            | 開催されず                           |
| 2001     | 開催されず                           | 開催されず            | 開催されず                           |
| 2002     | ニューイングランド・レボリューション | 勝ち点5-勝ち点2       | コロンバス・クルー                   |
| 2003     | シカゴ・ファイアーFC                 | 1–0 (延長)            | ニューイングランド・レボリューション |
| 2004     | D.C. ユナイテッド                    | 3–3 (4–3 p)           | ニューイングランド・レボリューション |
| 2005     | ニューイングランド・レボリューション | 1–0                   | シカゴ・ファイアーFC                 |
| 2006     | ニューイングランド・レボリューション | 1–0                   | D.C. ユナイテッド                    |
| 2007     | ニューイングランド・レボリューション | 1–0                   | シカゴ・ファイアーFC                 |
| 2008     | コロンバス・クルー                   | 2–1                   | シカゴ・ファイアーFC                 |
| 2009     | レアル・ソルトレイクW                | 0–0 (5–4 p)           | シカゴ・ファイアーFC                 |
| 2010     | コロラド・ラピッズW                  | 1–0                   | サンノゼ・アースクエイクスW          |
| 2011     | ヒューストン・ダイナモ               | 2–0                   | スポルティング・カンザスシティ       |
| 2012     | ヒューストン・ダイナモ               | 4–2（2戦合計）        | D.C. ユナイテッド                    |
| 2013     | スポルティング・カンザスシティ       | 2–1（2戦合計）        | ヒューストン・ダイナモ               |
| 2014     | ニューイングランド・レボリューション | 4–3（2戦合計）        | ニューヨーク・レッドブルズ           |
| 2015     | コロンバス・クルー                   | 2–1（2戦合計）        | ニューヨーク・レッドブルズ           |
| 2016     | トロントFC                           | 7–5（2戦合計） (延長) | モントリオール・インパクト           |
| 2017     | トロントFC                           | 1–0（2戦合計）        | コロンバス・クルー                   |
| 2018     | アトランタ・ユナイテッドFC           | 3–1（2戦合計）        | ニューヨーク・レッドブルズ           |
| 2019     | トロントFC                           | 2–1                   | アトランタ・ユナイテッドFC           |
| 2020     | コロンバス・クルー                   | 1-0                   | ニューイングランド・レボリューション |
| 2021     | ニューヨーク・シティFC               | 2-1                   | フィラデルフィア・ユニオン           |

W – ウェスタン・カンファレンスのクラブ

### レギュラーシーズン
| 色付きはサポーターズ・シールド受賞クラブ |

| シーズン | 優勝                                 | 記録           | プレーオフの結果         |
| -------- | ------------------------------------ | -------------- | ------------------------ |
| 1996     | タンパベイ・ミューティニー           | 20–12–0^ (+15) | カンファレンス決勝敗退   |
| 1997     | D.C. ユナイテッド                    | 21–11–0^ (+17) | 優勝                     |
| 1998     | D.C. ユナイテッド                    | 24–8–0^ (+30)  | 準優勝                   |
| 1999     | D.C. ユナイテッド                    | 23–9–0^ (+22)  | 優勝                     |
| 2000     | メトロスターズ                       | 17–12–3 (+8)   | カンファレンス準決勝敗退 |
| 2001     | マイアミ・フュージョン†              | 16–5–5 (+21)   | 準決勝敗退               |
| 2002     | ニューイングランド・レボリューション | 12–14–2 (0)    | 準優勝                   |
| 2003     | シカゴ・ファイアーFC                 | 15–7–8 (+10)   | カンファレンス決勝敗退   |
| 2004     | コロンバス・クルー                   | 12–5–13 (+8)   | カンファレンス準決勝敗退 |
| 2005     | ニューイングランド・レボリューション | 17–7–8 (+18)   | 準優勝                   |
| 2006     | D.C. ユナイテッド                    | 15–7–10 (+14)  | カンファレンス決勝敗退   |
| 2007     | D.C. ユナイテッド                    | 16–7–7 (+22)   | カンファレンス準決勝敗退 |
| 2008     | コロンバス・クルー                   | 17–7–6 (+14)   | 優勝                     |
| 2009     | コロンバス・クルー                   | 13–7–10 (+10)  | カンファレンス準決勝敗退 |
| 2010     | ニューヨーク・レッドブルズ           | 15–9–6 (+9)    | カンファレンス準決勝敗退 |
| 2011     | スポルティング・カンザスシティ       | 13–9–12 (+10)  | カンファレンス決勝敗退   |
| 2012     | スポルティング・カンザスシティ       | 18–7–9 (+15)   | カンファレンス準決勝敗退 |
| 2013     | ニューヨーク・レッドブルズ           | 17–9–8 (+17)   | カンファレンス準決勝敗退 |
| 2014     | D.C. ユナイテッド                    | 17–9–8 (+15)   | カンファレンス準決勝敗退 |
| 2015     | ニューヨーク・レッドブルズ           | 18–10–6 (+19)  | カンファレンス決勝敗退   |
| 2016     | ニューヨーク・レッドブルズ           | 16–9–9 (+17)   | カンファレンス準決勝敗退 |
| 2017     | トロントFC                           | 20–5–9 (+37)   | 優勝                     |
| 2018     | ニューヨーク・レッドブルズ           | 22–7–5 (+29)   | カンファレンス決勝敗退   |
| 2019     | ニューヨーク・シティFC               | 18–6–10 (+21)  | カンファレンス準決勝敗退 |
| 2020     | フィラデルフィア・ユニオン           | 14-4-5 (+24)   | 1回戦敗退                |
| 2021     | ニューイングランド・レボリューション | 22-5-7 (+24)   | カンファレンス準決勝敗退 |

^ – MLSでは2000年まで引き分け制度無し

† – 2001年シーズンは9月11日の同時多発テロ事件によりレギュラーシーズンの残りが打ち切りになった後、マイアミ・フュージョンがカンファレンス優勝クラブと宣言された。MLSカッププレーオフは9月20日に始まった。

## MLSカップ歴代優勝クラブ
- 1996: D.C. ユナイテッド
- 1997: D.C. ユナイテッド
- 1999: D.C. ユナイテッド
- 2004: D.C. ユナイテッド
- 2008: コロンバス・クルー
- 2013: スポルティング・カンザスシティ
- 2017: トロントFC
- 2018: アトランタ・ユナイテッドFC
- 2020: コロンバス・クルー
- 2021: ニューヨーク・シティFC